# Mantispa mandarina
Mantispa mandarina is een insect uit de familie van de Mantispidae, die tot de orde netvleugeligen (Neuroptera) behoort. 
Mantispa mandarina is voor het eerst wetenschappelijk beschreven door Navás in 1914.